# Franziska Raimund
 Franziska Raimund (* 10. August 1944 in Bad Hall, Oberösterreich) ist eine österreichische Autorin und Übersetzerin.

## Leben
Nach Kindheit und Jugend in Wien studierte sie Germanistik und Romanistik an der Universität Wien und schloss mit dem Mag. phil. ab.
Von 1970 bis 1984 unterrichtete sie Deutsch und Französisch am Akademischen Gymnasium in Wien und anschließend 13 Jahre lang als vom Unterrichtsministerium in Wien entsandte Subventionslehrerin am United World College of the Adriatic / Collegio del Mondo Unito dell’Adriatico in Duino (Triest). Mehrere Jahre war sie stellvertretende Direktorin, Director of Studies und Leiterin des Sprachendepartments (mit 30 Sprachen).
Von 1984 bis 1997 leitete Franziska Raimund am United World College in Duino/Trieste eine „creative activity“: Poetry Workshop. Dabei wurden Gedichte in der Originalsprache und in der Übersetzung in die jeweilige Muttersprache der Studenten gelesen. Danach verfassten die Studenten eigene Texte, die jährlich in Sottovoce, einer vielsprachigen Publikation, zusammengefasst und veröffentlicht wurden.
Von 2000 bis 2006 leitete sie gemeinsam mit Hans Raimund eine monatlich stattfindende literarische Veranstaltung, das Literaturkaleidoskop, in Lockenhaus, Burgenland.
Von 1979 bis 1984 leitete sie am Pädagogischen Institut der Universität Wien den Lehrgang Einführung ins praktische Lehramt – Fach Deutsch.
Gemeinsam mit ihrem Mann, dem Lyriker, Essayisten und Übersetzer Hans Raimund begründete sie eine Reihe von erstmaligen Übersetzungen ins Deutsche von englischer, französischer und italienischer Lyrik und Prosa (18 Bände, Löcker Verlag, Wien).
Franziska Raimund ist Mitglied des Österreichischen SchriftstellerInnenverbands. 2023 wurde ihr die Übersetzerprämie des Bundesministeriums für Kunst, Kultur, öffentlichen Dienst und Sport zuerkannt.
Die Autorin lebt in Wien und in Hochstrass bei Lockenhaus im Burgenland. Sie ist verheiratet, hat eine Tochter und drei Enkel.

## Veröffentlichungen
- Frauen auf dem Lande, in: Literarisches Österreich, Themenheft, Wien 2012
- Amsel, mit einem mehrfarbigen Holzschnitt von Umberto Giovannini, Edizioni dell’Angelo, Palermo, 2015
- Per Elena, in: Ricordo di Elena Salibra, Dossier di Poesia e Conoscenza, Milano 2015
- Shalom Nachbar, in: Mensch und Nachbar, 1938.2018, (?) Dokumentation und Lesebuch, Lockenhaus 2018
- Cinque poesie di Vico Faggi, Übersetzung und Nachbemerkung von Franziska Raimund, in : GRADIVA, International Journal of Italian Poetry, Nr. 56, Leo S. Olschki Editore, Florenz 2019
- David B. Sutcliffe – A man with a vision, in: Marc Glorius (Hg.), Trans-Missions, hand in hand, Duino + Mostar, early years, 2022
- Gärten / Erik Satie, Gymnopédies, in: Literarisches Österreich, Wien 2023
- Tre poesie, in: XENIA, Trimestrale di letteratura e cultura, 1/2024, Genova
- Manchmal ist es nicht genug, in: 26 ARTISTI per 26 POETE, Asolo, 2024
- Chiaroscuro – Das Helle und das Dunkle, Gedichte, edition lexliszt12, Oberwart 2024
- Chiaroscuro, Übersetzung ins Italienische: Augusto Debove, De Ferrari Editore, Genova 2025

### Übersetzungen aus dem Französischen
- Michael Peppiatt: Zoran Music, Gespräche 1988–1998, Tartin Editionen/Untendurch, Salzburg 2002
- Marcel Proust, Kreusnach, Tartin Editionen/Untendurch, Salzburg 2004

### Übersetzungen aus dem Deutschen ins Italienische
- Else Lasker-Schüler, Mein stilles Lied / Il mio canto silenzioso, Edizioni dell’Angelo, Palermo 2015

### Übersetzungen von Lyrik und Prosa aus dem Italienischen
- Elena Salibra, Per un congedo breve / Für einen raschen Abschied, Edizioni dell’Angelo, Palermo 2014
- Donatella Bisutti, Rosa Alchemica / Die Alchymische Rose, Gedichte, Löcker Verlag, Wien 2020
- Elena Salibra, Nordiche / Gen Norden, Gedichte, Löcker Verlag, Wien 2021
- Gerardo Vacana, Taccuino greco e altri versi / Griechisches Notizbuch und andere Verse, Gedichte, Zwiebelzwergverlag, 2021
- Mario Andrea Rigoni, Gespräche mit meinem Dämon, Gedichte, Löcker Verlag, Wien 2022
- Danila Boggiano, In tenerezza declina il vento / Sanft, ganz sanft legt sich der Wind, Gedichte, Löcker Verlag, Wien 2022
- Mario Andrea Rigoni, Immanenz Innesein, Gedichte, Löcker Verlag, Wien 2023
- Gerardo Vacana, La luce assai di buon’ora / Frühlicht, Gedichte, Zwiebelzwergverlag, 2024
- Mario Andrea Rigoni, Fondi di Cassetto / Boden Sätze, Aphorismen und Fragmente, Löcker Verlag, Wien 2024
- Luigi Fontanella, L’adolescenza e la notte / Jugend und Nacht, Gedichte, Löcker Verlag, Wien 2024
- Mario Andrea Rigoni, Mein Freund Cioran, Einübungen ins Bewundern, Prosa (mit Hans Raimund), Löcker Verlag, Wien 2024
- Manfredi Lanza, Fuori traccia / Aus der Spur, Gedichte, Löcker Verlag, Wien 2025

### Audio / Video
- „Literatur-Kaleidoskop“, Radio Burgenland Kultur, 02.12.2007
- Ein Paar übersetzt – Literatur auf dem Land, 2023
- Duetto Poetico in Hochstrass, YouTube 19.5.2024
- Franziska Raimund: Chiaroscuro, Lesung in der Buchhandlung YELLOW, Wien, YouTube 6.9.2024